# Bramborski Serbski Casnik

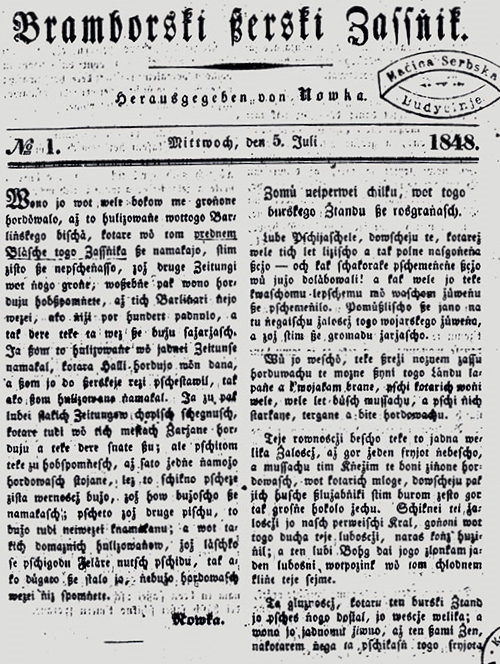
Erste Ausgabe 1848

Der Bramborski Serbski Casnik (auch Bramborski Serski Casnik, Bramborski ßerski Zassnik, deutsch Brandenburgische wendische/sorbische Zeitung) war die erste Zeitung, die Beiträge in niedersorbischer Sprache veröffentlichte und sich somit an die Wenden (Niedersorben) in der Niederlausitz und der Stadt Cottbus wandte. Sie erschien von 1848 bis 1880 unter diesem Namen.

## Geschichte
1848 wurde der Bramborski ßerski Zassnik vom Pfarrer Mato Nowka mit Unterstützung deutscher Großgrundbesitzer gegründet. (Es gab noch keine einheitliche niedersorbische Schreibweise, geschrieben wurde in deutschen Buchstaben nach dem Gehör.)
Zwischen 1881 und 1885 erschien das Blatt als Bramborske Nowiny und von 1886 bis 1918 als Bramborski Casnik. Von 1921 bis zu ihrer Einstellung nach der Machtergreifung der Nationalsozialisten 1933 hieß die Zeitung Serbski Casnik („Sorbische Zeitung“). Prägendster Chefredakteur des Casnik war der Lehrer Kito Šwjela (1836–1922), der insgesamt über 50 Jahre verantwortlich für den Inhalt des Blattes zeichnete.
Seit 1954 erscheint in der Tradition des Casnik der Nowy Casnik als Wochenzeitung im Domowina-Verlag.

## Mitarbeiter (Auswahl)
Chefredakteure
- Mato Nowka (1848–1852)
- Kito Pank (1852–1863)
- Kito Šwjela (1863–1915)

Weitere Autoren
- Jan Bjedrich Tešnaŕ
- Jan Karlo Fryco Swora
- Mato Kósyk (1880–1883)
- Mina Witkojc (1923–1933)